# Ноттингем, Джейкоб
Джейкоб Эндрю Ноттингем (англ. Jacob Andrew Nottingham, 3 апреля 1995, Редлендс, Калифорния) — американский бейсболист, кэтчер клуба Главной лиги бейсбола «Милуоки Брюэрс».

## Карьера
Джейкоб Ноттингем родился 3 апреля 1995 года в Редлендсе, штат Калифорния. После окончания школы, в 2013 году, он был выбран клубом «Хьюстон Астрос» в шестом раунде драфта. Первые два сезона своей профессиональной карьеры Джейкоб провёл лигах для новичков. Перед началом чемпионата 2015 года его перевели в А-лигу в состав «Квад-Ситиз Ривер Бэндитс». В играх за команду Ноттингем отбивал с показателем 32,6 %, выбил 10 хоум-ранов и 18 даблов, после чего был продвинут на уровень выше, в «Ланкастер Джетхокс». В конце июля «Астрос» включили его в сделку по обмену Скотта Казмира из «Окленда». Оставшуюся часть сезона 2015 Джейкоб провёл в составе «Стоктон Портс».
В феврале 2016 года Ноттингем был обменян в «Милуоки Брюэрс». Чемпионат он провёл в Южной лиге уровня AA, выступая за «Билокси Шакерс». Джейкоб был основным кэтчером команды, приняв участие в 94 из 139 матчей. Там же он провёл сезон 2017 года, отбивая с показателем 20,6 %. После неудачно проведённого чемпионата Джейкоб выбыл из рейтинга лучших молодых игроков по версии журнала Baseball America.
Перед сезоном 2018 года Ноттингем был включён в расширенный состав «Брюэрс». Большую часть чемпионата он провёл в составе «Колорадо-Спрингс Скай Сокс» в AAA-лиге, но также дебютировал в Главной лиге бейсбола и провёл девять игр за «Милуоки». В 2019 году Джейкоб сыграл в 83 матчах за «Сан-Антонио Мишнс», уступив в борьбе за место стартового кэтчера ветерану Дэвиду Фрейтасу. В сокращённом сезоне 2020 года он был вызван в основной состав «Брюэрс» после травмы Мэнни Пиньи и занял место дублёра Омара Нарваэса. В последние шесть недель регулярного чемпионата Ноттингем получил больше игрового времени, хорошо сыгравшись с питчерами Корбином Бернсом и Брэндоном Вудраффом. В атаке ему проявить себя не удалось, в 48 выходах на биту он отбивал с показателем всего 18,8 %.